# Ngô Thì Hoàng
Ngô Thì Hoàng (1768-1814), còn có tên là Tịnh, hiệu là Huyền Trai, biệu hiệu là Thạch Ổ cư sĩ; là một danh sĩ ở cuối thế kỷ 18 đến đầu thế kỷ 19 trong lịch sử Việt Nam.

## Tiểu sử
Ngô Thì Hoàng sinh năm Mậu Tý (1768) tại làng Tả Thanh Oai, huyện Thanh Oai, trấn Sơn Nam (nay là thuộc huyện Thanh Trì, Thành phố Hà Nội).
Ông là con Ngô Thì Sĩ, và là em cùng cha khác mẹ với Ngô Thì Nhậm. Năm Đinh Mão (1807), ông thi đỗ tú tài dưới triều Nguyễn.
Năm Giáp Tuất (1814), ông mất. Cháu ông là Ngô Thì Điển có làm bài Điện tiên thúc Thuyền Trai Công (Ông chú là Huyền Trai) để điếu, trong đó có câu: Chú sống ở đời 47 năm, văn chương như vậy, đức hạnh như vậy, sao trời khắt khe về công danh, lại nở hẹp hòi về tuổi thọ.
Sáng tác của Ngô Thì Hoàng chỉ có Thạch Ổ di chương, gồm cả thơ, phú, văn xuôi. Phần lớn đều nói về đạo lý, tình yêu thiên nhiên và tâm tư của tác giả.
Tác phẩm này có chép trong Ngô gia văn phái (bản chép tay) hiện lưu trữ trong Thư viện Viện Nghiên cứu Hán Nôm Hà Nội mang ký hiệu A.117a/20.
Trong sách Văn học thế kỷ 18 do PGS. Nguyễn Thạch Giang chủ biên có giới thiệu 6 bài thơ chữ Hán của ông. Tất cả đều hay và buồn. Trích một bài:
| Phiên âm Hán-Việt: Tân thu nguyệt dạ Tiêu tác kim phong ngõa ốc đầu, Hàn đăng minh diệt dạ du du. Thiềm quang chiếu xuất giang sơn sấu, Cùng vận ngâm thành thảo mộc thu. Thuấn tức quang âm thiên diệc khách, Thăng trầm thế lộ địa như chu. Trùng Hoa nhất khứ xuân thiên thiểu, Phóng phạt kỳ tàn kỷ độ thu. | Dịch nghĩa: Đêm trăng đầu thu Gió may thổi hiu hắt trên mái ngói Ngọn đèn lạnh khi tỏ khi mờ, đêm dài lê thê. Ánh trăng, soi tỏ cảnh sông núi tiêu điều, Tiếng dế kêu nỉ non khiến cỏ cây buồn bã. Thì giờ thắm thoát, trời cũng giống như người khách Đường đời chìm nổi, đất thật giống hệt như chiếc thuyền. Đời Trùng Hoa qua rồi, mùa xuân kém hẳn, Ván cờ phóng phạt tàn không biết đã trải mấy thu |

## Sách tham khảo
- Nguyễn Thạch Giang (chủ biên), mục Ngô Thì Hoàng trong Văn học thế kỷ 18. Nhà xuất bản Khoa học Xã hội, 2004.